# 1920 en Finlande
Chronologie de la Finlande
- 1916
- 1917
- 1918
- 1919
- 1920
- 1921
- 1922
- 1923
- 1924

Cette page concerne les évènements survenus en 1920 en Finlande  :

## Évènement
- 23 janvier-5 décembre : Révolte des Finlandais d'Ingrie (en)
- avril : Expédition de Petsamo (en)
- 9 avril : Gouvernement Erich
- mai-20 décembre : Gouvernement d'Olonets
- 14 octobre : Traité de Tartu, traité de paix entre la République socialiste fédérative soviétique de Russie d'une part et les républiques d'Estonie et de Finlande.

## Sport
- Participation de la Finlande aux Jeux olympiques d'Anvers.

## Création
- Huhtamäki
- Kemira
- Panda (en)
- Parti socialiste des travailleurs de Finlande
- TKT Tampere (en) (club de football)
- Turun NMKY (en) (équipe de basket-ball)
- Union de la paix de Finlande (en)
- Université de Turku

## Dissolution
- Fort Ino (fortification abandonnée)
- Gouvernement Vennola I

## Naissance
- Liisa Chaudhuri (sv), artiste suédoise.
- Eija Karipää (fi), actrice.
- Kosti Klemelä (fi), acteur.
- Ilmari Lavonsalo (fi), banquier.
- Keijo Lehdikkö (fi), patineur de vitesse.
- Åke Mattas (fi), peintre.
- Kaija Rahola (fi), actrice.
- Sirkka Selja, poétesse.

## Décès
- Johan Fredrik Barck (fi), juge.
- Jean Boldt (fi), journaliste.
- Sanny Ekström (fi), poétesse.
- Bernhard Anton Harald Indrenius (fi), juriste.
- Kauppis-Heikki (fi), poète.
- Emil Schybergson (fi), personnalité politique.